# Artur Machlejd

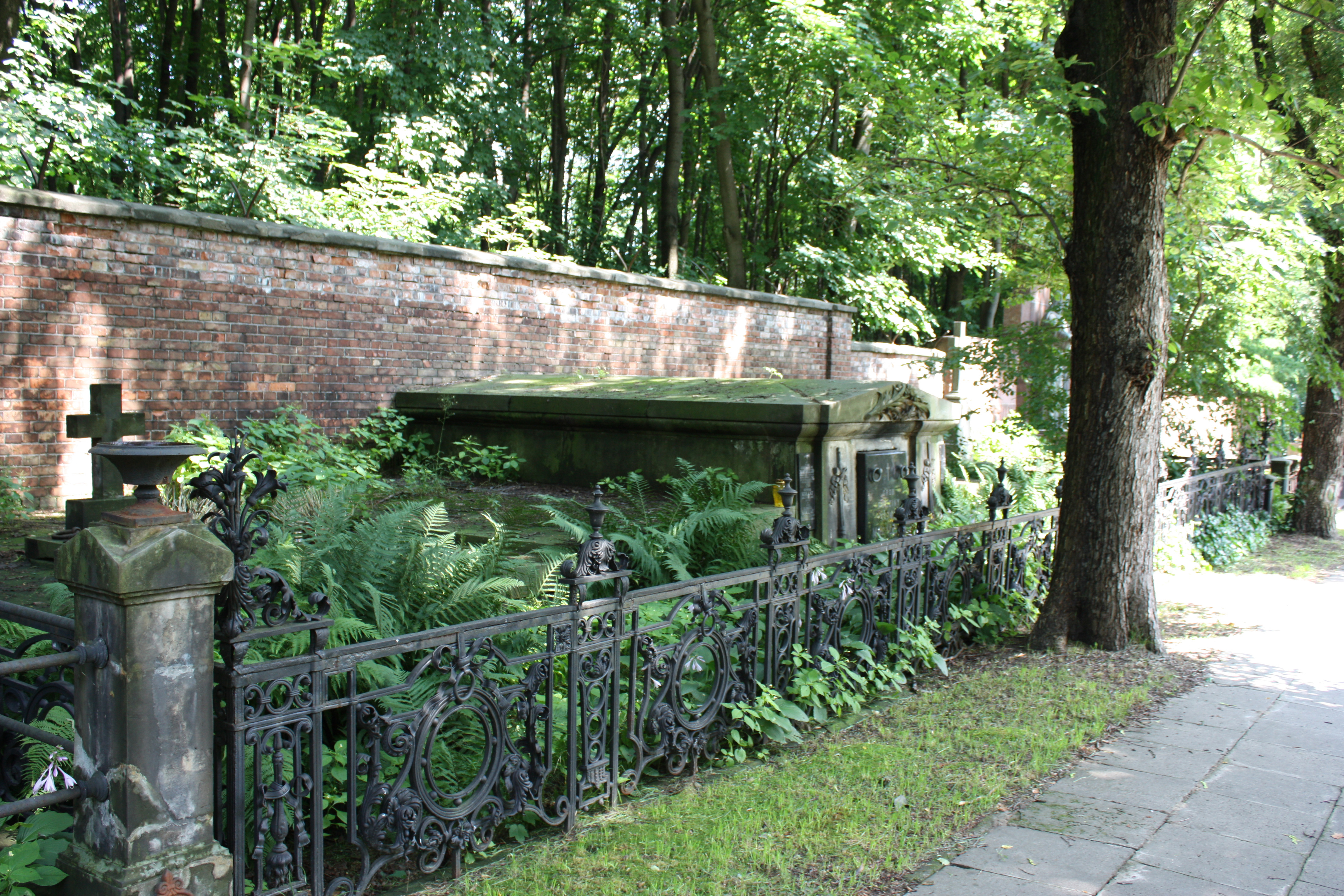
Grobowiec rodziny Machlejdów na cmentarzu ewangelicko-augsburskim w Warszawie

Artur Ludwik Machlejd (ur. 5 września 1868 w Grochowie, zm. 28 sierpnia 1947 w Warszawie) – polski przedsiębiorca pochodzenia szkockiego.

## Życiorys
Był synem warszawskiego browarnika Karola Machlejda. Uczył się w Warszawskiej Szkole Realnej, a następnie studiował na Wydziale Mechanicznym Politechniki w Rydze. Podczas studiów został członkiem korporacji akademickiej Welecja. Wspierał później tę organizację jako filister udostępniając po I wojnie światowej własne pomieszczenia przy ul. Ceglanej w Warszawie na miejsca spotkań jej barwiarzy.
Po zakończeniu nauki przebywał kilka lat na praktykach w Berlinie. Później pracował w piwowarstwie. W 1906 roku po śmierci ojca został współwłaścicielem rodzinnego przedsiębiorstwa. Nie interesował się jednak zbytnio udziałem w rozwoju zakładów browarniczych Machlejdów. Pozostawił ich zarząd braciom Karolowi, Julianowi i Henrykowi. Skupił się natomiast na pracy w ogrodnictwie. Będąc od 1900 roku mężem Wandy z Ulrichów został współwłaścicielem Zakładów Ogrodniczych Ulrichów. Po śmierci Chrystiana Gustawa Ulricha w 1913 roku objął funkcję kierownika tego przedsiębiorstwa. Rozbudował i unowocześnił gospodarstwo na Górcach stając się głównym konkurentem Hoserów.
Zajmował się pracą społeczną i działał w organizacjach branżowych. W czasie I wojny światowej był prezesem Opieki Społecznej i Sanitarnej VI Okręgu Miasta Warszawy. W czasie II wojny światowej zorganizował w firmie ogrodniczej na Woli punkt przerzutowy żywności dla getta. Brał udział w ukrywaniu ludzi. Przed akcją „Burza” współorganizował na terenach ogrodów ulrychowskich składnicę broni dla powstańców warszawskich.
W okresie międzywojennym był współzałożycielem: Związku Szkółkarzy, Polskiego Związku Wytwórców Nasion Ogrodowych, Związku Hodowców Roślin i Kwiatów, a także prezesem Związku Polskich Zrzeszeń Ogrodniczych oraz prezesem rady nadzorczej Spółdzielczego Banku Ogrodniczego.
Pochowany na cmentarzu ewangelicko-augsburskim w Warszawie (aleja A, grób 29).

## Życie prywatne
Był ojcem polityka Jerzego Machlejda i ogrodnika Józefa Machlejda (obaj jako oficerowie Wojska Polskiego zostali zamordowani w 1940 roku przez NKWD).